# The Young Go First
"The Young Go First" er en single udgivet i 1980 af det danske band Warm Guns fra albummet Instant Schlager. Singlen var et mindre radiohit i Danmark og blev også spillet i bl.a. Tyskland og Australien, hvor den opnåede en placering på Australiens Top 20.
Sound of Seduction fortolkede sangen i 1993 på Lars Muhl hyldest-albummet From All of Us....

## Trackliste
1. "The Young Go First" (Muhl)  – 4:23
2. "Rip Off" (Muhl/Hauschildt) – 2:29

## Medvirkende
- Lars Muhl - vokal & keyboards
- Lars Hybel - guitar & bas
- Jacob Perbøll - guitar & bas
- Jens G. Nielsen - trommer